# Breda oserictops
Breda oserictops is een spinnensoort in de taxonomische indeling van de springspinnen (Salticidae).
Het dier behoort tot het geslacht Breda. De wetenschappelijke naam van de soort werd voor het eerst geldig gepubliceerd in 1941 door Cândido Firmino de Mello-Leitão.